# Vermont Counterpoint
Vermont Counterpoint est une œuvre du compositeur américain Steve Reich écrite en 1982 pour un ensemble à vent composé de onze flûtes pouvant être jouées individuellement ou par une flûte et bande magnétique.

## Historique
Cette œuvre est une commande du compositeur du flûtiste Ransom Wilson qui, dans un premier temps, demanda à Steve Reich de lui écrire un concerto pour flûte et orchestre. Reich refuse, invoquant son principe de ne pas écrire d'œuvre pour instrument et orchestre, mais lui propose une pièce pour flûte et bandes magnétiques dans l'esprit de Violin Phase. La pièce est dédiée à la philanthropiste américaine Betty Freeman.
La création de Vermont Counterpoint a eu lieu le 1er octobre 1982 à la Brooklyn Academy of Music de New York par Ransom Wilson.
Vermont Counterpoint est la première des quatre pièces de la série « Counterpoint » du compositeur.

## Structure
Vermont Counterpoint est une pièce écrite initialement pour dix instruments à vent pré-enregistrés sur bande magnétique comprenant trois flûtes alto, trois flûtes, trois piccolos, et une flûte solo jouant avec un flûtiste solo en direct. Bien que composée pour un soliste et un enregistrement, l'œuvre peut être interprétée par onze flûtistes. Le soliste joue l'œuvre alternativement avec une flûte, une flûte alto, un piccolo en créant des contrepoints en relation avec la musique enregistrée sur bande.
L'exécution de l'œuvre dure environ 9 à 10 minutes.

## Tokyo/Vermont Counterpoint
Tokyo/Vermont Counterpoint est l'adaptation de Vermont Counterpoint pour marimbas MIDI, réalisée en 2000 par la percussionniste japonaise Mika Yoshida.
Différents arrangements pour percussions de cette œuvre avaient été tentés sans succès probants jusqu'à ce que la percussionniste japonaise Mika Yoshida utilise des marimbas électroniques pour l'exécution permettant ainsi de raccourcir la durée des notes et d'éliminer les harmoniques comme pour la version originale écrite pour différents types de flûtes.

## Enregistrement
- Tokyo/Vermont Counterpoint, par Mika Yoshida sur le disque Triple Quartet, Nonesuch Records, 2001.
- Vermont Counterpoint, par Claire Chase sur le disque Density, New Focus Recordings, 2013.